# Raicho Hiratsuka
Raicho Hiratsuka (japanska: 平塚らいてう?, Hiratsuka, Raichō) var en japansk författare, politisk aktivist och feminist. Hon föddes 1886 i Tokyo i en tjänstemannafamilj. 1903 började hon studera på universitet och influerades av europeisk filosofi men även zenbuddhism. En speciellt viktig person var den svenska feministen Ellen Key, vars böcker hon i några fall översatte. Hon grundade japans första kvinnomagasin (Seitō), som trots att det lades ner 1915 fick en stor betydelse för den japanska kvinnorörelsen. Tillsammans med Fusae Ichikawa grundade hon 1920 New Women's Association. Tack vare organisationens arbete avskaffades 1922 den regel som gjorde att kvinnor inte kunde engagera sig politiskt. Efter andra världskriget var hon engagerad i fredsrörelsen och reste efter Koreakrigets utbrott tillsammans med Yaeko Nogami till USA för att framföra ett förslag för hur Japans skulle kunna förhålla sig neutralt i konflikten.

### Japanska böcker
- 『円窓より』 (Marumado yori, The View from the Round Window)
- 『原始、女性は太陽であった』 (Genshi, josei wa taiyo de atta, In The Beginning Woman Was The Sun)
- 『私の歩いた道』 (Watakushi no aruita michi, The Road I Walked)

### Översättningar
- Ellen Key, The Renaissance of Motherhood (『母性の復興』, Bosei no fukko)
- Ellen Key, Livslinjer I. Kärleken och äktenskapet (『愛と結婚』, Ai to kekkon)